# IC 4210
IC 4210 (auch NGC 5004B) ist eine Balken-Spiralgalaxie mit hoher Sternentstehungsrate vom Hubble-Typ SBab im Sternbild Coma Berenices am Nordsternhimmel. Sie ist schätzungsweise 286 Millionen Lichtjahre von der Milchstraße entfernt und hat einen Durchmesser von etwa 65.000 Lj. Die Galaxie gilt als Mitglied des Coma-Galaxienhaufens Abell 1656.

Im selben Himmelsareal befinden sich u. a. die Galaxien NGC 5000 und NGC 5004.
Das Objekt wurde am 13. März 1785  von Wilhelm Herschel entdeckt.